# Кичек
Кичек — посёлок в Солтонском районе Алтайского края. Входит в состав Сузопского сельсовета.

## История
Основан в 1750 г. В 1928 году деревня Кичек состояла из 68 хозяйств, основное население — русские. В административном отношении входило в состав Тостокского сельсовета Солтонского района Бийского округа Сибирского края.

## Население
| 1926 | 1997 | 1998 | 1999 | 2000 | 2001 |
| ---- | ---- | ---- | ---- | ---- | ---- |
| 318  | ↘45  | ↗52  | ↗56  | ↗57  | ↗58  |
| 2002 | 2003 | 2004 | 2005 | 2006 | 2007 |
| ↘51  | ↘46  | ↗47  | ↗48  | ↘47  | ↘46  |
| 2008 | 2009 | 2010 | 2011 | 2012 | 2013 |
| ↘42  | ↗47  | ↘18  | ↗19  | ↘14  | →14  |

Национальный состав
Согласно результатам переписи 2002 года, в национальной структуре населения русские составляли 98 %.